# Catenay
Catenay ist eine französische Gemeinde mit 697 Einwohnern (Stand: 1. Januar 2022) im Département Seine-Maritime in der Region Normandie (vor 2016: Haute-Normandie). Sie gehört zum Arrondissement Rouen und zum Kanton Le Mesnil-Esnard (bis 2015: Kanton Buchy). 

## Geographie
Catenay liegt etwa 18 Kilometer nordöstlich von Rouen. An der südwestlichen Gemeindegrenze verläuft das Flüsschen Crevon. Umgeben wird Catenay von den Nachbargemeinden Saint-Germain-des-Essourts im Norden, Boissay im Osten und Nordosten, Saint-Aignan-sur-Ry im Süden und Südosten sowie Blainville-Crevon im Süden und Westen.

## Einwohnerentwicklung
| 1962                      | 1968 | 1975 | 1982 | 1990 | 1999 | 2006 | 2013 |
| ------------------------- | ---- | ---- | ---- | ---- | ---- | ---- | ---- |
| 278                       | 270  | 330  | 550  | 632  | 651  | 719  | 692  |
| Quelle: Cassini und INSEE |      |      |      |      |      |      |      |

## Sehenswürdigkeiten
- Kirche Saint-Clair aus dem Jahre 1876